# Casey (Illinois)
Casey è un comune degli Stati Uniti d'America, situato in Illinois, diviso tra la Contea di Clark e la Contea di Cumberland.